# Photon OS
Photon OS es una distribución minimalista Linux que está optimizada para plataformas VMware, pero también se puede utilizar en otros entornos. Desarrollado y publicado por VMware en 2015, la función principal del sistema operativo es la implementación de contenedores.  
Photon OS contiene un pequeño número de paquetes y proporciona a los usuarios una interfaz de línea de comandos. La instalación por defecto suele requerir menos de 100 MB de memoria para funcionar. El sistema operativo viene con Docker preinstalado. Photon OS es compatible con las arquitecturas ARM64, x64 y Raspberry Pi. Las ventajas son que incluye un núcleo optimizado para funcionar con el hipervisor ESXi de VMware, además de ser un sistema completo reforzado en cuanto a seguridad, ya que utiliza las recomendaciones del Proyecto de Autoprotección del Núcleo (KSPP). VMware proporciona actualizaciones de seguridad periódicas para paquetes de contenedores como Docker y Kubernetes, y también hay paquetes y repositorios curados. Los paquetes se construyen con características de seguridad reforzadas. El programa residente Daemon de Photon gestiona el cortafuegos, la red, los paquetes y los usuarios en máquinas remotas del SO Photon a través de los accesos a la API, como una utilidad de línea de comandos, Python o REST.
Photon OS admite volúmenes persistentes para almacenar datos de aplicaciones nativas de la nube en VMware vSAN . Con la integración de Lightwave se autentifican y autorizan a los usuarios a través de Active Directory o LDAP. Todos los entornos disponibles de VMware utilizan la distribución Photon OS y, por lo tanto, este es uno de los sistemas operativos Linux más populares y utilizados en el mundo.

## Enlaces web
- https://github.com/vmware/photon
- https://vmware.github.io/photon